# Ігор Гофман
Ігор Гофман — український військовик, молодший сержант, кулеметник 93-ї механізованої бригади. Учасник боїв за Донецький аеропорт. Псевдо «Упир».

## Життєпис
До війни — приватний підприємець, власник будівельного підприємства.
Після подій в Іловайську у серпні 2014 року, пішов до військкомату добровольцем. Потрапив до 3-ї роти 93-ї механізованої бригади.
На донецькому летовищі побував тричі — захищав старий термінал, диспетчерську вежу, будівлю пожежної частини.
Вперше він заїхав на летовище з третьої спроби, оскільки машини виходили з ладу, їх розстрілювали, водії блукали. Врешті, з двох БМП до нового терміналу дійшла одна. Відділення Ігоря Гофмана під покровом ночі було направлене до старого терміналу, де бійці тримали оборону вже понад місяць. Вже наступного дня розпочалася атака ворога, яка тривала з ранку до пів-дев'ятої вечора. Ігор уміло придушував спроби атак супротивника кулеметним вогнем на випередження. За повідомленням розвідки, це була атака російського спецпідрозділу ФСБ «Вимпел», доповідали про їх втрати за той день у 25 убитих.
У січні 2015 року разом зі взводом утримував позиції у пожежній частині на території Донецького аеропорту. Під час танкової атаки проросійських сил 17 січня українські військовики втратили загиблими кількох бійців, зокрема В'ячеслава Лисенка.
2015 року Ігоря демобілізували. Він налагодив роботу своєї фірми, знайшов собі заступника. За рік знову був у армії — на посаді командира бойової машини-командира відділення у званні молодшого сержанта.
У грудні 2020 року ЗМІ повідомили, що у Ігоря Гофмана виявили рак горла. Помер Ігор 28 березня 2021 року.

## Нагороди та відзнаки
- Нагрудний знак «За оборону Донецького аеропорту» (2016).[1]

### Інтерв'ю
- Дмитро Ніколенко, «Мы готовились обрушить перекрытия, похоронив врагов вместе с собой. Но командир вызвал огонь артиллерии на себя» [Архівовано 24 січня 2020 у Wayback Machine.](рос.) // Факти, 6 грудня 2017
- Інна Мартонікова, У Вінниці нагородили захисників Донецького аеропорту // misto.vn.ua, 27 січня 2016